# Hyponeuma leucanioides
Hyponeuma leucanioides är en fjärilsart som beskrevs av William Schaus 1906. Hyponeuma leucanioides ingår i släktet Hyponeuma och familjen nattflyn. Inga underarter finns listade i Catalogue of Life.